# Avant que l'ombre...

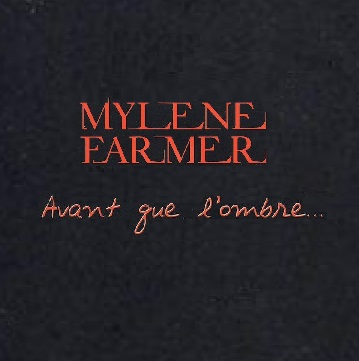

Avant que l'ombre... è il sesto album studio della cantante francese Mylène Farmer, pubblicato nel 2005 dalla Polydor Records.

## Il disco
Pubblicato nell'aprile del 2005 a distanza di 6 anni da Innamoramento, Avant que l'ombre... ci presenta una Mylène Farmer più misteriosa che mai, che senza alcuna promozione riesce ad entrare direttamente alla prima posizione in Francia con questo album. I testi sono affidati alla cantante, mentre per le musiche c'è Laurent Boutonnat (fatta eccezione per L'amour n'est rien..., di cui la Farmer è anche compositrice). L'album, molto simile al Gourmandises della lolita Alizée, ma con tematiche molto più costruite. Le ispirazioni sono tante: Fuck them all fa il verso ad American Life di Madonna, Dans les rues de Londres è una ballata dedicata alla scrittrice Virginia Woolf, Q.I e Porno Graphique sono le canzoni osé dell'album affiancate a ballate come Redonne-moi o Et pourtant. Nonostante i singoli estratti dall'album non vendono quanto l'album, ma molti fan rimpiangono ancora la Mylène che ha voglia di stupire con i suoi video e le sue canzoni che in ogni album avevano un genere diverso.

## Lista tracce
| #  | Titolo                     | Durata | Esibizioni live                  | Esibizioni TV                              | Commento |
| -- | -------------------------- | ------ | -------------------------------- | ------------------------------------------ | --- |
| 1  | "Avant que l'ombre..."     | 5:55   | 2006 tour                        | No                                         | |
| 2  | "Fuck them all"            | 4:32   | *2006 tour *Stade de France 2009 | No                                         | |
| 3  | "Dans les rues de Londres" | 3:50   | 2006 tour                        | No                                         | Una dedica alla scrittrice Virginia Woolf, in cui Mylène descrive la vita della sfortunata poetessa inglese. È stata definita dai fan una delle tracce più riuscite dell'album ed era anche stata scelta come quinto singolo, ma sarà sostituita immediatamente da Peut-être toi.                                                                             |
| 4  | "Q.I"                      | 5:20   | 2006 tour                        | No                                         | |
| 5  | "Redonne-moi"              | 4:22   | 2006 tour                        | Symphonic Show, France 2, 12 novembre 2005 | |
| 6  | "Porno graphique"          | 4:16   | 2006 tour                        | No                                         | Per questa canzone la Farmer si ispirerà al commento di una giornalista su alcune sue foto che riteneva Porno-chic. La traccia presenta vari doppi sensi a tema sessuale e le confessioni di una Mylène che non può fare a meno del sesso. |
| 7  | "Derrière les fenêtres"    | 4:02   | No                               | No                                         | Ballata malinconica dedicata a tutti coloro che rimangono nell'ombra. |
| 8  | "Aime"                     | 4:32   | No                               | No                                         | Previsto come singolo apripista dell'album, questa allegra traccia (somigliante in una maniera imbarazzante a C'est une belle journée) non verrà mai alla luce come singolo e non sarà neanche presentata in versione live. Tra i temi presenti, alcuni riferimenti a Serge Gainsbourg e alcuni ricordi dei suoi viaggi, fra cui la sua permanenza a Palermo. |
| 9  | "Tous ces combats"         | 4:00   | No                               | No                                         | Con vari riferimenti alla poesia di Paul Verlaine la Farmer descrive un mondo di devastazioni e di lotte che distruggono ogni speranza e causano in noi malinconia. |
| 10 | "Ange, parle-moi"          | 3:40   | 2006 tour                        | No                                         | Dedica all'angelo custode che ognuno di noi possiede. |
| 11 | "L'amour n'est rien..."    | 5:03   | 2006 tour                        | No                                         | |
| 12 | "J'attends"                | 5:20   | No                               | No                                         | Una delle poche canzoni della sua carriera in cui la Farmer ammette di essere felice in campo amoroso. Un ritorno all'utilizzo di cori africani come aveva già fatto nell'album Innamoramento. |
| 13 | "Peut-être toi"            | 4:45   | 2006 tour                        | No                                         | |
| 14 | "Et Pourtant..."           | 4:35   | No                               | No                                         | Traccia dalle sonorità melodiche in cui la Farmer presenta l'amore in maniera abbastanza ottimista. La traccia era inizialmente prevista nella tracklist del tour 2006. |
| 14 | "Nobody Knows"             | 4:43   | 2006 tour                        | No                                         | Traccia nascosta dell'album dal testo tetro e oscuro. |

1. ↑  Traccia nascosta

## Singoli
| Anno | Titolo                  | Data di pubblicazione | Vendite (Francia) | Certificazione | Certificazione | Posizione più alta | Posizione più alta | Posizione più alta | Posizione più alta |
| ---- | ----------------------- | --------------------- | ----------------- | -------------- | -------------- | ------------------ | ------------------ | ------------------ | ------------------ |
| Anno | Titolo                  | Data di pubblicazione | Vendite (Francia) | FR             | BE (WA)        | FR                 | FR (DD)            | BE (WA)            | SWI                |
| 2005 | "Fuck them all"         | 14 marzo 2005         | 93,000            | Argento        | —              | 2                  | —                  | 2                  | 14                 |
| 2005 | "Q.I"                   | 4 luglio 2005         | 65,000            | —              | —              | 7                  | 9                  | 4                  | 33                 |
| 2006 | "Redonne-moi"           | 2 gennaio 2006        | 30,000            | —              | —              | 7                  | —                  | 6                  | 27                 |
| 2006 | "L'amour n'est rien..." | 27 marzo 2006         | 54,000            | —              | —              | 7                  | —                  | 9                  | 47                 |
| 2006 | "Peut-être toi"         | 21 agosto 2006        | 41,000            | —              | —              | 3                  | —                  | 12                 | 34                 |